# Michael Nobbs
Michael Jack Nobbs (* 4. Januar 1954) ist ein ehemaliger australischer Hockeyspieler, der mit der Australischen Hockeynationalmannschaft 1984 Olympiavierter wurde.

## Sportliche Karriere
Bei den Olympischen Spielen 1984 in Los Angeles gewannen die Australier ihre Vorrundengruppe mit fünf Siegen in fünf Spielen. Im Halbfinale unterlagen sie der Mannschaft Pakistans mit 0:1. Das Spiel um den dritten Platz verloren die Australier mit 2:3 gegen das britische Team. Michael Nobbs wirkte in sechs der sieben Spiele mit.
Dreimal nahm Nobbs mit der australischen Mannschaft an der Champions Trophy teil. 1982 belegten die Australier den zweiten Platz. 1984 in Karatschi und 1985 in Perth gewannen sie das Turnier. Nobbs erzielte 1984 beim 4:3 gegen die Briten das entscheidende vierte Tor.
Nobbs wurde später Hockeytrainer. Bei den Olympischen Spielen 2012 in London betreute er die indische Mannschaft.

## Familie
Michael Nobbs heiratete die Hockey-Olympiasiegerin Lee Capes. Beider Tochter Kaitlin Nobbs nahm ebenfalls an Olympischen Spielen teil.